# Trixoscelis nigrifemorata
Trixoscelis nigrifemorata är en tvåvingeart som först beskrevs av Mario Bezzi 1908.  Trixoscelis nigrifemorata ingår i släktet Trixoscelis och familjen myllflugor. Inga underarter finns listade i Catalogue of Life.